# Garcinia oliveri
Garcinia oliveri är en tvåhjärtbladig växtart som beskrevs av Jean Baptiste Louis Pierre. Garcinia oliveri ingår i släktet Garcinia och familjen Clusiaceae. Inga underarter finns listade i Catalogue of Life.